# Hadise
Hadise Açıkgöz, známá též jako Hadise (* 22. října 1985 Mol, Belgie), je turecko-belgická populární zpěvačka a příležitostná moderátorka. Je známá díky účasti v belgické talentové soutěži Idool (2003) a reprezentaci Turecka na Eurovision Song Contest 2009 v Moskvě, kde s písní "Düm Tek Tek" obsadila čtvrté místo.

## Hudební kariéra

### Počátky: Idool aSweat(2003 - 2007)
Hadise Açıkgöz se narodila v belgickém městě Mol (nedaleko Antverp) tureckým emigrantům ze Sivasu. Je druhou ze čtyř sourozenců.
Hudební vlohy projevovala již od dětství.
Po vystudování školy ekonomie a jazyků se ve věku sedmnácti let přihlásila do vlámské odnože talentové soutěže Pop Idol, Idool 2003. Přestože nepostoupila do finolových kol, zaujala natolik, že obdržela nabídku na nahrání alba od producenta Johana Hendrickxe, svého budoucího manažera.
V roce 2004 se dočkala prvního úspěchu, když se její debutový singl "Sweat", vydaný v listopadu u 2Brain Records, vyšplhal na 19. místo vlámské hitparády.

Pozitivní reakce belgických posluchačů vedla k vydání stejnojmenného alba a dalších singlů (za zmínku stojí písně
Milk Chocolate Girl" a především "Stir Me Up", která zpěvačce zajistila popularitu v Turecku).

Album se setkalo s vřelou odezvou v Belgii i v Turecku - v obou zemích Hadise za svůj debutový počin získala několik ocenění.
Hadise se následně prosadila i jako moderátorka v turecké televizní soutěži Popstars, jejíž sledovanost se každý týden pohybovala okolo čísla 20 milionů diváků).

### Hadisea X-Factor (2008)
Na druhém albu pod pracovním názvem On High Heels, které bylo nakonec vydáno coby Hadise, začala zpěvačka pracovat v prosinci 2007 - nahrávání probíhalo nejen v Belgii, ale i v Turecku, Francii a Itálii. Propagace se jí následně dostalo u posluchačů v rodné Belgii a Turecku.

Za dva úspěšné singly z alba, "A Good kiss" a "My Body" obdržela již druhé ocenění TMF Awards. Současně si písně velmi dobře vedly v hitparádách. Album Hadise je jejím zatím nejúspěšnějším, a singl "My Body" (úspěšný také v balkánských zemích) v prodejích překonala až píseň z Eurovize, "Düm Tek Tek".
Posléze Hadise začala moderovat druhou řadu belgické odnože reality-show X-Factor.
Značnou kontroverzi vyvolal videoklip k písni "Deli Oğlan", který byl údajně příliš erotický. Inkriminované scény byly později cenzurovány.

### Eurovize 2009,Fast LifeaKahraman
Turecká veřejnoprávní televize TRT v říjnu 2008 oznámila, že Hadise, která zvítězila v anketě popularity na webu vysílatele, bude reprezentovat Turecko na Eurovision Song Contest 2009 v Moskvě. Zpěvačka o něco dříve vyjádřila svoji chuť zúčastnit se soutěže, přestože se v roce 2007 dala slyšet, že se jí nikdy účastnit nehodlá (její dobrá přítelkyně Kate Ryan totiž v roce 2006 neuspěla a nedokázala dostat Belgii do finále soutěže i přes značnou favorizaci a popularitu v Evropě). Otazníkem bylo, proč se zpěvačka rozhodla reprezentovat Turecko a nikoliv Belgii; podle bulvárních novin se jednalo o věk dobré finanční odměny ze strany TRT, zpěvačka však dle svých slov chtěla uspět v barvách Turecka, neboť se jí již v Belgii dostalo dostatečného úspěchu. V belgickém periodiku dále prohlásila, že se jí nelíbí způsob, jakým jsou reprezentanti v Belgii zvoleni, a soutěž se v Turecku těší větší popularitě. Management zpěvačky nabídl televizi tři písně, z nichž byl nakonec vybrán singl "Düm Tek Tek" - ten byl odprezentován v poslední den roku 2008. Jednalo se o první singl z připravovaného alba Fast Life, které zpěvačka vydala den před účastí ve finále soutěže.

Na Eurovizi v Moskvě zpěvačka vystoupila 10. května v prvním semifinálovém kole, odkud postoupila do finále. Tam 16. května obdržela 177 bodů a obsadila čtvrté místo. Úspěšnější byli pouze Alexander Rybak z Norska, Yohanna z Islandu a duo Arash & AySel z Ázerbájdžánu. Nejvyšší dvanáctibodová ohodnocení Hadise obdržela z Ázerbájdžánu, Belgie, Francie, Makedonie, Švýcarska a Spojeného království.

Po vystoupení na soutěži se zpěvačka soustředila na propagaci alba Fast Life a dokončení prvního čistě tureckého alba Kahraman, které vyšlo v červnu.

### Aşk Kaç Beden Giyer?aBiz Burdayız(2011 - 2012)
Po úspěchu prvního tureckého alba začala Hadise pracovat na jeho nástupci, Aşk Kaç Beden Giyer?. Spolu s prvním singlem "Superman" bylo vydáno v dubnu 2011. Masivní úspěch alba i jeho singlů zpěvačka doplnila rolí porotkyně v prvních dvou řadách turecké odnože reality-show The Voice, O ses Turkiye.
V červnu 2012 Hadise poprvé vyzkoušela nový žánr, když vydala hip-hopový singl "Biz Burdayız". Na anglické verzi singlu spolupracoval rapper Kaan. Píseň byla první vlaštovkou nového alba, které má být vydáno počátkem roku 2013.

## Hudební vlivy a styl
Hadise zmínila jako své hudební vzory Shakiru, Jennifer Lopez, Britney Spears, Christinu Aguileru, Aliciu Keys, Janet Jacksonovou, Mariah Carey a Prince.

Často je srovnávána s Beyoncé Knowles, přestože její dílo spojuje R'n'B s tureckou pop music (tato fúze je nejvíce patrná v singlech "Bad Boy", "A Good Kiss", "Stir Me Up" či "Düm Tek Tek.

## Filantropie a aktivismus
Hadise se především v Belgii aktivně angažuje v různých kampaních; jako jedna z mnoha interpretů vystoupila na koncertě proti rakovině (akce zajistila 1,6 milionu Euro na účely výzkumu nemoci). V září 2009 se zapojila do projektu "Školy bez šikany. V souvislosti s kampaní zpěvačka hovořila o tom, jak byla jako malé děvče šikanována kvůli svému původu i kvůli oblečení.

## Osobní život
Hadise je v médiích proslulá svým zvykem udržovat události ze svého soukromého života v tajnosti. Nikdy nemluví o svých partnerech. V současné době je ve vztahu se svým producentem a autorem písně "Düm Tek Tek", Sinanem Akçılem. V červenci 2009 jejich vztah prozradily fotografie na Internetu.
Hadise je fanynkou fotbalového klubu Galatasaray. Mluví plynně nizozemsky, turecky, anglicky, německy a francouzsky.

## Diskografie
Kompletní diskografie viz 

### Studiová alba
- 2005: Sweat
- 2008: Hadise
- 2009: Fast Life
- 2009: Kahraman
- 2011: Aşk Kaç Beden Giyer?

### "Live" alba
- 2010: Hadise Live[21]

### EP
- 2009: Düm Tek Tek

## Ocenění
Ocenění a nominace Hadise viz .